# Edward Sharpe and the Magnetic Zeros
Edward Sharpe and the Magnetic Zeros is een Amerikaanse indiefolkband geleid door Alex Ebert, zanger van de powerpop-groep Ima Robot. Het eerste album van de groep, Up from Below, kwam uit op 7 juli 2009 op internet en 14 juli 2009 op cd bij Community Records. Het eerste optreden van de band vond plaats op 18 juli 2007 in The Troubadour in West Hollywood, Californië.
Het nummer Home van de band wordt gebruikt in de reclamefilmpjes van woonwarenhuis IKEA, in de kortfilm Tielt in motion en in het reisprogramma Is 't nog ver?

## Discografie

### Albums
| Album met eventuele hitnotering(en) in de Nederlandse Album Top 100 | Datum van verschijnen | Datum van binnenkomst | Hoogste positie | Aantal weken | Opmerkingen |
| ------------------------------------------------------------------- | --------------------- | --------------------- | --------------- | ------------ | ----------- |
| Up from Below                                                       | 07-07-2009            | -                     | -               | -            |             |
| Here                                                                | 29-05-2012            | -                     | -               | -            | 5 in de VS  |
| Edward Sharpe and the Magnetic Zeros                                | 23-07-2013            | -                     | -               | -            |             |

### Singles
| Single met eventuele hitnotering(en) in de Nederlandse Top 40 | Datum van verschijnen | Datum van binnenkomst | Hoogste positie | Aantal weken | Opmerkingen                 |
| ------------------------------------------------------------- | --------------------- | --------------------- | --------------- | ------------ | --------------------------- |
| Home (Party supplies remix)                                   | 2011                  | 05-11-2011            | 27              | 4            | Nr. 19 in de Single Top 100 |

| Single met hitnotering(en) in de Vlaamse Ultratop 50 | Datum van verschijnen | Datum van binnenkomst | Hoogste positie | Aantal weken | Opmerkingen |
| ---------------------------------------------------- | --------------------- | --------------------- | --------------- | ------------ | ----------- |
| Home                                                 | 2013                  | 29-06-2013            | 45              | 1*           |             |

### Dvd's
| Dvd's met hitnoteringen in de Nederlandse Music Top 30 | Datum van verschijnen | Datum van binnenkomst | Hoogste positie | Aantal weken | Opmerkingen                                 |
| ------------------------------------------------------ | --------------------- | --------------------- | --------------- | ------------ | ------------------------------------------- |
| Big easy express                                       | 2012                  | 04-08-2012            | 5               | 16           | met Mumford & Sons & Old Crow Medicine Show |

### NPO Radio 2 Top 2000
| Nummer met noteringen in de NPO Radio 2 Top 2000 | '12  | '13  | '14  | '15  |
| ------------------------------------------------ | ---- | ---- | ---- | ---- |
| Home                                             | 1182 | 1087 | 1607 | 1904 |

1. ↑  Een vetgedrukt getal geeft de hoogste notering aan.
2. ↑  2012 was het eerste jaar met een notering voor dit nummer.
3. ↑  Deze tabel is bijgewerkt tot en met de laatste editie (2024).